# 261 Prymno
261 Prymno este un asteroid din centura principală, descoperit pe 31 octombrie 1886, de Christian Peters.